# Tommy Sørensen
Tommy Sørensen (* 1. April 1979) ist ein dänischer Badmintonspieler. 

## Karriere
Tommy Sørensen gewann in Dänemark als Jugendlicher zwei Nachwuchstitel. Bei den Erwachsenen siegte er 2001 bei den Scottish Open, Slovak International und Norwegian International. 2003 war er bei den Bulgarian International erfolgreich. 

## Sportliche Erfolge
| Saison    | Veranstaltung                                    | Disziplin    | Platz | Name                                                |
| --------- | ------------------------------------------------ | ------------ | ----- | --------------------------------------------------- |
| 1983/1984 | Dänemark: Einzelmeisterschaften der Junioren U13 | Herreneinzel | 1     | Tommy Sørensen, Greve                               |
| 1985/1986 | Dänemark: Einzelmeisterschaften der Junioren U15 | Herrendoppel | 1     | Thomas Moestrup, Karlslunde / Tommy Sørensen, Greve |
| 2001      | Norwegian International                          | Mixed        | 1     | Tommy Sørensen / Karina Sørensen                    |
| 2001      | Scottish Open                                    | Herrendoppel | 1     | Tommy Sørensen / Jesper Thomsen                     |
| 2001      | Slovak International                             | Herrendoppel | 1     | Tommy Sørensen / Jesper Thomsen                     |
| 2003      | Bulgarian International                          | Herrendoppel | 1     | Thomas Røjkjær Jensen / Tommy Sørensen              |
| 2003      | Dutch International                              | Herrendoppel | 2     | Jesper Thomsen / Tommy Sørensen                     |
| 2004      | Dutch International                              | Mixed        | 2     | Tommy Sørensen / Britta Andersen                    |